# Ведделл-1
Ведделл-1 (англ. Weddell-1) ― перша та єдина спільна радянсько-американська антарктична станція, яка дрейфувала на крижині в західній частині моря Ведделла в 1992 році.
У 1990 році на міжнародному заході, який проводився в Арктичному та антарктичному науково-дослідному інституті, що знаходився тоді ще в Ленінграді, за участі спеціалістів з США, ФРН, Великої Британії та СРСР, було запропоновано створити дрейфуючу наукову станцію для досліджень маловивчених процесів у важкодоступних регіонах біля східного узбережжя Антарктичного півострову. Згодом, через проблеми з фінансуванням, від проекту відмовились англійські та німецькі вчені.

## Створення льодового табору
У січні 1992 року в уругвайському порту Монтевідео на судно «Академік Федоров» було завантажено американське обладнання, на борт також зайшли члени міжнародної експедиції ― 15 російських і 17 американських фахівців. Керівником майбутньої станції був призначений В. В. Лукін.
В кінці січня за допомогою авіарозвідки була обрана крижина, придатна для створення на ній дрейфуючій станції, куди і попрямувало наукове судно. Це було велика ділянка розмірами 2,5 × 1,6 км із середньою товщиною льоду 1,5 м. 4 лютого «Академік Федоров» пришвартувався до обраного місця, і 12 лютого 1992 року науковий табір був офіційно відкритий. У південній частині крижини на ділянці молодого рівного льоду була облаштовано злітно-посадкову смугу, де постійно чергували два гвинтокрила.

## Діяльність і результати роботи станції
Зі станції було здійснено 70 зондувань дна моря з відбором проб води на гідрохімічний аналіз. За допомогою гелікоптерів було зроблено 37 замірів на захід і схід від генерального напрямку руху крижини. Зібрані дані дозволили отримати нові результати про процеси формування верхнього шару океану і крижаного покриву. Під час дрейфу вивчалися також гідрохімічна структура вод моря Ведделла, дрейф льоду і особливості динамічної трансформації крижаного покриву в районі розташування станції, особливості біорізноманіття та пристосованості життя антарктичної морської флори і фауни до екстремальних кліматичних зимових умов. Метеорологами були отримані експериментальні дані про структуру і динаміку примежового шару атмосфери біля льодового покриву і розраховані характеристики тепло- та масообміну в даному шарі.
Сумарний дрейф станції склав 750 км. 4 червня почалася евакуація наукового табору, яка закінчилася 9 червня. Станція пройшла від 71°36′ пд. ш. 49°45′ зх. д. / 71.600° пд. ш. 49.750° зх. д. до 65°38′ пд. ш. 52°25′ зх. д. / 65.633° пд. ш. 52.417° зх. д.

## Ведделл-2
У 2017 році на Полярній комісії Російського географічного товариства американський вчений, Арнольд Гордон, запропонував повторити спільний дрейф в Антарктиці і відкрити станцію «Ведделл-2». Однак російською стороною участь в проекті було поставлено під сумнів через відсутність перспектив фінансування експедиції.